# El príncipe y el mendigo (película de 1977)
El príncipe y el mendigo (título original en inglés The Prince and the Pauper, también conocida en inglés como Crossed Swords en Estados Unidos) es una película británica de acción y aventuras de 1977 dirigida por Richard Fleischer, basada en la novela de 1881 El príncipe y el mendigo de Mark Twain. Está protagonizada por Oliver Reed, Ernest Borgnine, Raquel Welch, George C. Scott, Charlton Heston, Rex Harrison y Mark Lester, que interpreta el doble papel de Eduardo VI de Inglaterra y Tom Canty.

## Argumento
En la Londres del siglo XVI, un pobre llamado Tom Canty que lee a un grupo de niños es atacado por su cruel padre. John Canty amenaza con golpear a Tom a menos que robe cinco chelines antes de la hora de la cena. Tom entra en la plaza de la ciudad y le roba un bolso a un hombre rico, pero lo deja caer después de chocar con otro hombre. Pensando que Tom todavía tiene el bolso, la víctima y otros persiguen a Tom por las calles de Londres. Tom escapa trepando por una pared y a través de una ventana, donde cae al jardín de un palacio frente al rey Enrique VIII, quien pone a los guardias sobre él. Sin embargo, Tom los supera yendo al techo del castillo y escondiéndose en una chimenea. En los terrenos, Enrique VIII da órdenes de arrestar al duque de Norfolk durante el baile de máscaras de esa noche.
En su cámara real, Eduardo, príncipe de Gales, se niega a vestirse para el baile de máscaras y sus asistentes lo dejan. Tom cae por la chimenea a la cámara y Eduardo exige saber quién es. Tom se presenta y explica su situación. Intrigado por el parecido de Tom con él, Eduardo decide que deben intercambiar de ropa para asistir al baile de máscaras, y agrega que el Sello del Príncipe se queda con el verdadero príncipe. Confundiendo a Eduardo con Tom, el duque de Norfolk ordena que lo escolten fuera del palacio. Afuera, Eduardo es rescatado por el hábil espadachín Sir Miles Hendon. En el baile de máscaras, el duque de Norfolk es arrestado y el rey y los invitados se ríen del baile de Tom. Tom insiste repetidamente en que él no es el príncipe de Gales.
Mientras tanto, Eduardo insiste repetidamente en que él es el príncipe de Gales. Miles dice que le cree, pero en realidad no es así. Lleva al niño a John Canty y Eduardo descubre cómo es la vida de Tom. Cuando John intenta golpear a Eduardo, Miles interviene y, en la pelea resultante, John empuja a Miles desde un techo hacia un arroyo. John es declarado asesino y huye de Londres con Eduardo. En el castillo, el rey Enrique ha estado enfermo desde la mañana siguiente al baile de máscaras y ordena que nadie declare que Tom no es el príncipe, ni siquiera el propio Tom. Aunque algunos miembros de la casa real sospechan del repentino cambio de comportamiento del «príncipe» (incluso llegando a mencionar la posibilidad de que pueda ser un impostor), lo descartan como una mera fase. Durante un banquete, Enrique VIII muere en su cámara real. Tom ordena que el duque de Norfolk no sea ejecutado.
En un bosque, unos hombres hostiles los escoltan a una caverna donde se esconde la pandilla de Ruffler. Les ha llegado la noticia de la muerte de Enrique VIII. Eduardo se inspira en las dificultades de los hombres y promete restaurar su honor. Después de ganar una pelea con uno de los pandilleros, Eduardo se va. John va tras él para golpearlo de nuevo, pero es asesinado por otro de los hombres de Ruffler. Afuera, Eduardo se encuentra con Miles, quien sobrevivió a su caída. Miles lleva a Eduardo a Hendon Hall. Miles se indigna al descubrir que su hermano, Hugh Hendon, se ha casado con la novia de Miles, Lady Edith, y se ha apoderado de Hendon Hall. Hugh hace capturar a Miles y Eduardo, pero Edith los ayuda a escapar. Eduardo convence a Miles de que realmente es el rey legítimo y se ofrece a restaurarlo en su honor como caballero.
Llega el día de la coronación, y Eduardo y Miles corren hacia Londres después de asaltar un caballo y un carro en el que se encuentran Hugh y Edith. Miles intercambia ropa con Hugh y lo ata en el carro, pero Hugh se escapa en Londres e intenta arrestar a Miles. Miles y Eduardo luchan contra los guardias y Edward entra en la Abadía de Westminster antes de que se cierren las puertas. Eduardo detiene la ceremonia, y él y Tom vuelven a sus posiciones originales, admitiendo el uno al otro que no eran buenos interpretando los papeles del otro. El arzobispo Cranmer y otros testigos quedan atónitos hasta que Eduardo produce el Sello del Príncipe y toma su posición como el rey legítimo.
Después de la ceremonia, Eduardo nombra a Tom gobernador del Christ's Hospital y la madre de Tom establece refugios para personas sin hogar. El hermano de Miles, Hugh, accede a divorciarse de Edith y disfruta de una carrera política en Estados Unidos. Miles recupera su honor como Caballero y se casa con Edith. El duque de Norfolk hace ejecutar a sus enemigos, y la princesa Isabel más tarde se convierte en reina, manteniendo su promesa de «cuidar bien de Inglaterra».

## Reparto
- Oliver Reed como Sir Miles Hendon.
- Raquel Welch como Lady Edith.
- Mark Lester como Eduardo VI de Inglaterra y Tom Canty.
- Charlton Heston como el rey Enrique VIII.
- Ernest Borgnine como John Canty.
- George C. Scott como Ruffler.
- Rex Harrison como el duque de Norfolk.
- David Hemmings como Hugh Hendon.
- Harry Andrews como Hertford.
- Julian Orchard como St. John.
- Murray Melvin como el vestidor del príncipe.
- Lalla Ward como la princesa Isabel.
- Felicity Dean como Lady Juana Grey.
- Sybil Danning como Madre de Canty.
- Graham Stark como el bufón del rey.
- Preston Lockwood como el padre Andrew.
- Arthur Hewlett como Gordo.
- Tommy Wright como constable.
- Harry Fowler como Nipper
- Richard Hurndall como el arzobispo Cranmer.
- Don Henderson como rufián corpulento.
- Dudley Sutton como Hodge.
- Ruth Madoc como Moll.

## Producción
La película estuvo en el limbo durante el desarrollo. Berta Domínguez (esposa de Alexander Salkind) y Pierre Spengler escribieron un guion basado en la novela para los Salkind en 1968. Un cambio clave en la adaptación fue cambiar las edades del príncipe y el mendigo de nueve en la novela a dieciséis. George Cukor iba a dirigir, pero quería volver a la novela original y elegir a un actor para que interpretara a un niño de nueve años: Mark Lester. Los Salkind querían elegir a alguien mayor, pensando en Leonard Whiting para los papeles. Los Salkind perdieron el entusiasmo por el proyecto y en su lugar hicieron La luz en el fin del mundo.
Los Salkind tuvieron un gran éxito con Los tres mosqueteros (1973), que reactivó su interés por El príncipe y el mendigo. Originalmente tenían la intención de seguir a Los tres mosqueteros con The Prince Malange, protagonizada por Oliver Reed y Peter O'Toole. Luego, O'Toole dejó de estar disponible y la filmación se vio amenazada con decorados ya a medio construir. Además, los Salkind necesitaban dinero mientras desarrollaban Superman: The Movie. Los Salkind decidieron usar el antiguo guion de El príncipe y el mendigo y usar los sets y compromisos existentes.
Richard Fleischer fue contactado para dirigir. Estuvo de acuerdo siempre que pudiera tener un nuevo guion y un presupuesto mayor: $ 7 millones. Los Salkind estuvieron de acuerdo. George MacDonald Fraser fue contratado para reescribir el guion.
El rodaje tuvo lugar en Inglaterra y Hungría. El rodaje comenzó el 17 de mayo de 1976 en Penshurst Place, Inglaterra. El rodaje tuvo lugar allí durante dos semanas antes de trasladarse a Pinewood Studios. La mayor parte del rodaje en Hungría tuvo lugar en Sopron y Budapest.

## Estreno
La película fue estrenada el 3 de junio de 1977 en Londres y el 29 de julio de 1977 en Irlanda por 20th Century Fox. Fue estrenada el 2 de marzo de 1978 en la ciudad de Nueva York, el 15 de marzo de 1978 en el Festival de Cine de EE. UU. y el 17 de marzo de 1978 en Estados Unidos por Warner Bros. Pictures.

## Recepción
En general, la película tuvo un desempeño deficiente en la taquilla. Sin embargo, en Nueva York, fue la última película planeada para mostrarse en el Radio City Music Hall cuando se amenazó con cerrar en abril de 1978 y la película atrajo a grandes multitudes que querían visitar el teatro antes de que cerrara. La película estableció un récord de la casa en la Pascua de 1978 al recaudar $ 468,173 en la semana que terminó el 29 de marzo. En la sexta y última semana, las entradas se vendían entre $5 y $25 a beneficio del Variety Club de Nueva York.